# Andrew Bryniarski

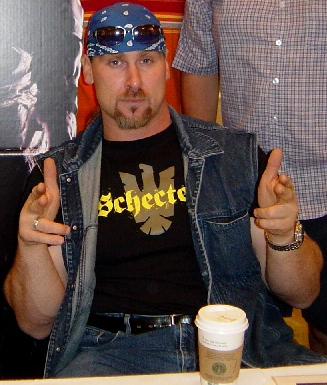
Andrew Bryniarski

Andrew Bryniarski (* 13. Februar 1969 in Philadelphia, Pennsylvania) ist ein US-amerikanischer Schauspieler.
Bryniarski hatte seine erste Filmrolle 1991 in Hudson Hawk – Der Meisterdieb mit Bruce Willis. In der Folge war er in einigen Kinofilmen zu sehen, meist in kleinen Rollen. Bekannt wurde Bryniarski für seine Verkörperung des Leatherface in Michael Bays Texas Chainsaw Massacre 2003 und in dem Prequel Texas Chainsaw Massacre: The Beginning. Derzeit steht er als Mad Dog neben Tyler Mane in der Horror-Webserie Chopper vor der Kamera. Zudem war er als Chip Shreck in Batmans Rückkehr und als Lattimer in The Challenge – Die Herausforderung zu sehen. 2002 folgte der Kurzfilm The Lobo Paramilitary Christmas Special.

## Filmografie (Auswahl)
- 1991: Armadillo Bears – Ein total chaotischer Haufen (Necessary Roughness)
- 1991: Hudson Hawk – Der Meisterdieb (Hudson Hawk)
- 1992: Batmans Rückkehr (Batman Returns)
- 1993: The Challenge – Die Herausforderung (The Program)
- 1994: Cyborg 3
- 1994: Street Fighter – Die entscheidende Schlacht (Street Fighter: The Movie)
- 1995: Higher Learning – Die Rebellen (Higher Learning)
- 1999: An jedem verdammten Sonntag (Any Given Sunday)
- 2001: Pearl Harbor
- 2002: Rollerball
- 2002: Scooby-Doo
- 2002: Firefly – Der Aufbruch der Serenity (Firefly, Fernsehserie, eine Folge)
- 2002: The Lobo Paramilitary Christmas Special
- 2003: 44 Minuten – Die Hölle von Nord Hollywood (44 Minutes: The North Hollywood Shoot-Out)
- 2003: Michael Bay’s Texas Chainsaw Massacre (The Texas Chainsaw Massacre)
- 2006: Seven Mummies
- 2006: Texas Chainsaw Massacre: The Beginning (The Texas Chainsaw Massacre: The Beginning)
- 2008: Bram Stokers Draculas Gast (Dracula's Guest)